# Numismatische Bibliographie
Die numismatischen Bibliographien des 18. und 19. Jahrhunderts von Johann Christoph Hirsch, Johann Gottfried Lipsius und Johann Jakob Leitzmann konnten bisher durch nichts ersetzt werden. Dies ist der Grund für ihren anhaltenden Wert. Lipsius baute sein Verzeichnis auf Hirsch auf und Leitzmann ergänzte den Zeitraum auf 1866.
Die ständig steigende Zahl wissenschaftlicher Arbeiten über Münzen und Medaillen in den dann folgenden 113 Jahren veranlasste Philipp Grierson 1979 und Elvira E. Clain-Stefanelli 1984 wiederum auf die drei vorgenannten Autoren die neueren Zeiträume zu ergänzen. International ist als „Fortschreibung“ auf die alle sechs Jahre zu den Internationalen Numismatischen Kongressen (zuletzt: Glasgow 2009) erscheinende Serie A Survey of Numismatic Research zu verweisen, die nach historischen Epochen namentlich für die Antike, nach Staaten vor allem für Mittelalter und Neuzeit Fortschrittsberichte enthält. Ein großes Problem für alle bibliographischen Unternehmen ist es, dass Titel, die für die Numismatik relevant sind oder von namhaften Numismatikern verfasst werden, in Nachbarfächern (etwa der Archäologie, der Volkskunde, der Kunstgeschichte und vielen anderen) erscheinen und daher gerade in musealen Spezialinstituten leicht übersehen werden.
Derzeit laufen Versuche, ein Verzeichnis aller weltweit herausgegebenen Auktionskataloge der Numismatik zu erstellen.

## Online-Kataloge
- List of Numismatic Auction Catalogues and Fixed Price Lists im Fitzwilliam Museum
- Numismatic Literature der American Numismatic Society